# Emertonella emertoni
Espèce
Synonymes
- Euryopis emertoni Bryant, 1933
- Euryopis georgiana Chamberlin & Ivie, 1944

Emertonella emertoni est une espèce d'araignées aranéomorphes de la famille des Theridiidae.

## Distribution
Cette espèce se rencontre aux États-Unis en Alabama, en Floride, en Géorgie, en Caroline du Sud, en Caroline du Nord, au Tennessee, dans l'État de New York et au Massachusetts et au Mexique en Basse-Californie du Sud,,.

## Description
Le mâle holotype mesure 2 mm.

## Étymologie
Cette espèce est nommée en l'honneur de James Henry Emerton.

## Publication originale
- Bryant, 1933 : New and little known spiders from the United States. Bulletin of the Museum of Comparative Zoology at Harvard College, vol. 74, p. 171-193 (texte intégral).